# Somalische Democratische Republiek
De Somalische Democratische Republiek (Somalisch: Jamhuuriyadda Dimuqraadiga Soomaaliya, Arabisch:الجمهورية الديمقراطية الصومالية, al-Jumhūrīyah ad-Dīmuqrāṭīyah aṣ-Ṣūmālīyah) is de naam die de communistische regering van de voormalige president van Somalië generaal-majoor Mohammed Siad Barre gaf aan Somalië na tijdens een geweldloze staatsgreep in 1969 de macht te hebben gegrepen. De staatsgreep volgde een paar dagen na de moord op president Abdirashid Ali Sharmarke door een van zijn eigen lijfwachten.
Naast grootschalige programma's voor openbare werken, een campagne om het analfabetisme onder de bevolking te verminderen en een nationalisatieprogramma voor de industrie, legde de nieuwe regering de nadruk op de traditionele en religieuze banden van Somalië met de Arabische wereld en bewerkstelligde zij in 1974 de toetreding van het land tot de Arabische Liga.